# ツツイラ号事件

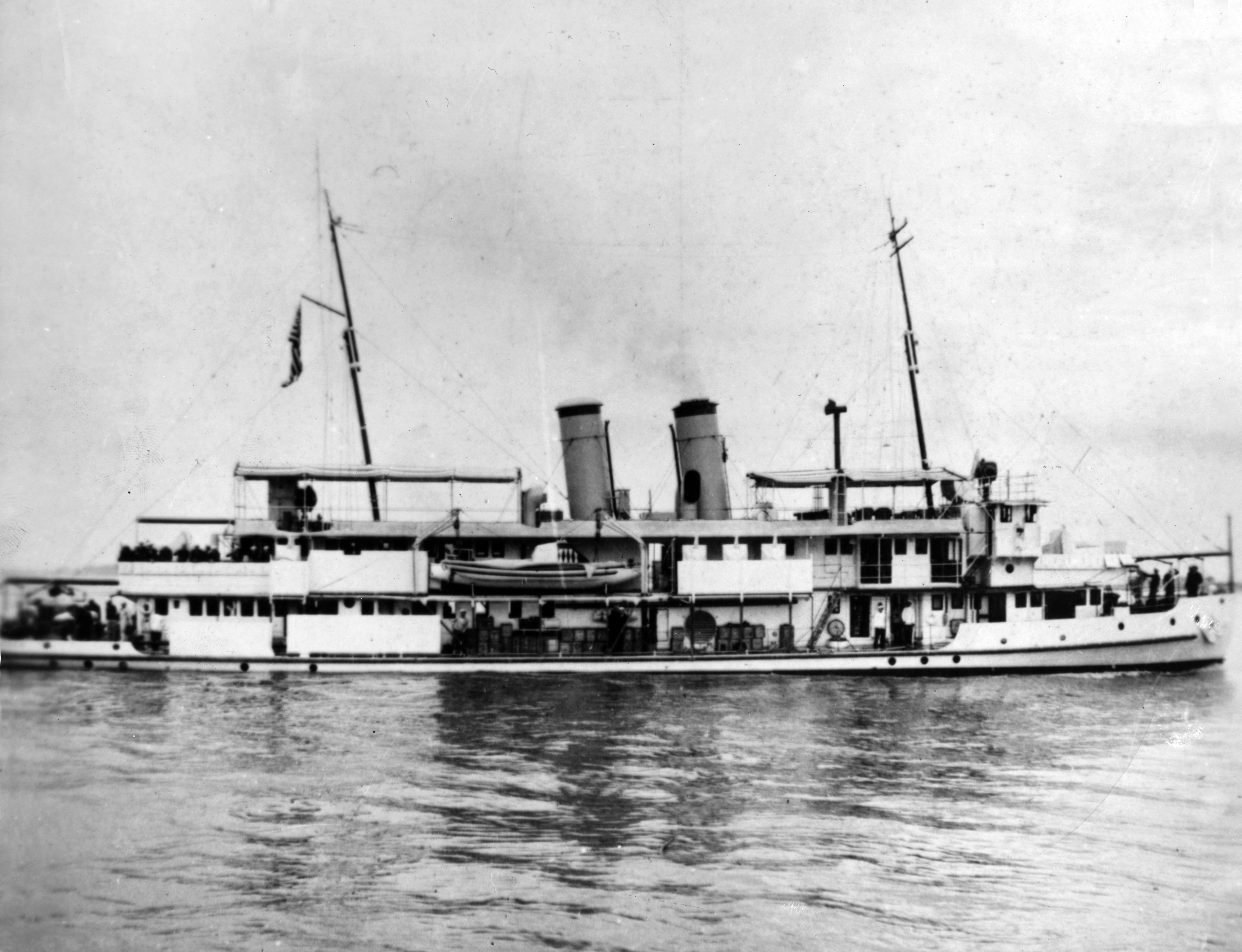
ツツイラ号

ツツイラ号事件（ツツイラごうじけん）は、1941年7月30日にアメリカ海軍砲艦ツツイラ号が、日本軍の軍用機によって爆撃された事件。

## 事件発生
日本軍は中華民国（蔣介石政権）の臨時首都が置かれた重慶に対し空襲を行なってきた。1941年7月30日に海軍航空隊（第十一航空艦隊の陸上攻撃機）が第14回重慶爆撃を実施した（「一〇二号作戦」）。しかし投弾地点がずれて目標の重慶城内を外れた爆弾が長江に停泊中のツツイラ号の至近に落下した。幸いにも投下した爆弾が当艦の8ヤードほど離れた所に落ちたことにより、艦尾に若干の損害を与えただけでアメリカ側に人的被害はなかった（このほか、別の爆弾がアメリカ大使館のすぐ近くに落下した）。しかし、これはツツイラ号にとって3度目の至近弾であった。一度目は1940年5月重慶への大掛かりな爆撃作戦である百一号作戦の初日に約400ヤードの位置に、二度目は同年10月に300ヤードの位置に至近弾が落ちていた。当時、駐日本米大使のジョセフ・グルーは日記に日米両国、戦争の8ヤード前まで来ると記したほどであった。パナイ号事件、さらに直前の南部仏印進駐もあり中立国だったアメリカの対日感情は最悪になった。

## 事件処理
同日重慶の駐在武官から報告を受けたサムナー・ウェルズ国務次官は野村吉三郎駐米大使を呼び出し、事件の詳細な説明を求めるとともに賠償を求めた。一方東京の駐日大使グルーに対しても抗議するように伝えた。その後7月31日には野村大使がコーデル・ハル国務長官と会談し、日本政府は事件について調査すると伝えた。その後アメリカ政府は公表を控え、その時点での日米開戦は避けられた。